# V šachu
V šachu je televizní studiový magazín vyráběný Českou televizí ve spolupráci s Šachovým svazem ČR a vysílaný na stanici ČT sport, který se věnuje šachům.
Pořad existuje od června 2006. Zpočátku se vyráběl v čtrnáctidenní periodicitě, později měsíční. 
Premiéra nového dílu se vysílá zpravidla první pátek v měsíci v odpoledních hodinách. Délka pořadu je 30 minut, obsah zahrnuje reportáže ze šachových soutěží a událostí, předtočené rozhovory a zajímavosti, to vše prokládané studiovými vstupy. Do nich se zapojuje host ve studiu, a to jak formou rozhovoru s moderátorem, tak analýzami vybraných partií za pomoci elektronické tužky. Mezi pravidelné hosty patří velmistři David Navara, Vlastimil Jansa nebo mezinárodní mistr Michal Konopka.
V minulosti magazín uvedl také několik seriálů krátkých příspěvků, např. o šachové historii (moderoval Břetislav Modr), o pravidlech (s rozhodčím Ladislavem Palovským), šachovou školu (pro začátečníky připravila Martina Kořenová, pro mírně pokročilé Evžen Gonsior) atd.
Pořad do roku 2013 moderoval sportovní komentátor Miroslav Langer a od roku 2013 ho uvádí velmistr Martin Petr.